# Niels Broszat
Niels Broszat (Mettingen, 26 april 1980) is een Nederlands beeldend kunstenaar.

## Biografie
Niels Broszat volgde van 1998 tot 2002 de opleiding tot grafisch vormgever aan het Grafisch Lyceum in Utrecht. Van 2003 tot 2007 studeerde hij aan de Koninklijke Academie van Beeldende Kunsten in Den Haag, waar hij les kreeg van onder anderen Natasja Kensmil, Cecile van der Heiden en Elly Strik. In 2007 studeerde hij af met tekeningen en schilderijen geïnspireerd door zeventiende-eeuwse bloemstillevens, die lovend werden ontvangen door pers en publiek. In 2008 ontving hij de Buning Brongers Prijs, en in 2014 kreeg hij de Koninklijke Prijs voor Vrije Schilderkunst toegekend.
Samen met zakenpartner Jorg van den Berg zette hij in 2015 het online kunstplatform Refine Art op, dat tot 2017 actief was.

## Werk
Tot 2011 blijft het bloemstilleven het belangrijkste motief in zijn werk. Na een bezoek aan de schatkamer van het Museum Catharijneconvent in 2012 vormen kazuifels, iconen en andere elementen uit de middeleeuwen een nieuwe inspiratiebron. De spanning tussen enerzijds de schoonheid en het vakmanschap van de iconen en monstransen en anderzijds het machtsmisbruik, ziekte en geweld uit diezelfde periode fascineren hem. In een interview zegt hij hierover: ,,In mijn iconen wil ik ook die spanning oproepen. Ze moeten de devotie en toewijding uitstralen die traditionele iconen hebben, maar er moet ook iets duisters, iets sinisters in zitten." Naast schilderijen maakt hij onder meer potloodtekeningen, sculpturen van hout en gips en objecten, zoals tegels of urnen, van klei of beton.
Hij baseert zich in dit werk op de ornamentiek, materialen, vormentaal en symboliek van de Middeleeuwse kunst, zonder overigens de religieuze inhoud en functie ervan over te nemen. Zijn stijl wordt gekenmerkt door een samenkomen van figuratieve en abstracte elementen, gedetailleerde tekening en vrijere schildersgebaren.
Zijn werk is aangekocht door onder meer Museum Krona (voorheen Museum voor Religieuze Kunst) in Uden en Museum Voorlinden (voorheen Caldic Collectie).

## Prijzen
- 2007 ArtOlive Young Talent Award (nominatie)
- 2008 Buning Brongers Prijs
- 2012 Kunsthal Light (open call)
- 2014 Koninklijke Prijs voor Vrije Schilderkunst

## Tentoonstellingen

##### Solotentoonstellingen (selectie)
- 2007 Bloemetjes breien bij oma Oletta met Fluit en vlijtige Mientje | galerie Smits, Amsterdam
- 2011 3 Bossen voor een tientje! | Cokkie Snoei, Rotterdam
- 2012 Cardboard | Kunsthal Light #6, KUNSTHAL, Rotterdam
- 2014 Iconen | Museum voor Religieuze Kunst, Uden
- 2016 Onorthodox - Een andere kijk op ikonen | Ikonenmuseum, Kampen

##### Groepstentoonstellingen (selectie)
- 2007 7-up | Gemeente Museum, The Hague
- 2011 I promise to love you | Caldic Collection / KUNSTHAL, Rotterdam
- 2013 Kanaalwerken | Gemeentemuseum Helmond at Raymakers, Helmond
- 2014 Maria Hemels blauw | Park Tilburg
- 2018 Join the Dots / Unire le distanze | Salone degli Incanti, Trieste, Italië
- 2019 Beeldengalerij Haarlemmerhout, Haarlem
- 2019 SIGN OF THE TIMES | Museum Jan Cunen, Oss

##### Curator
- 2018 Pictura Dordrecht: Har van der Put en Niek Schoenmakers